# Beer Money, Inc.
Beer Money, Inc. (normalmente abreviado Beer Money) fue un equipo de lucha libre profesional formado por James Storm y Robert/Bobby Roode y la mánager de Storm, Jacqueline, que estuvo en la Total Nonstop Action Wrestling (TNA) desde 2008 hasta su disolución, a finales del 2011. Posteriormente, en el año 2016 volvieron a reunirse en la división en parejas. Es uno de los equipos más importantes de la empresa, consiguiendo cinco veces los Campeonatos Mundiales en Parejas de la TNA, siendo su cuarto reinado el más largo de la historia del título. Además, la Pro Wrestling Illustrated les reconoció como el Equipo del año en 2008 y 2011 y la Wrestling Observer Newsletter les nombró como el undécimo mejor Equipo de la década.

## Carrera

### Total Nonstop Action Wrestling (2008-presente)

#### 2008-2009
El 12 de junio, en la edición de TNA iMPACT!, Storm se unió a Robert Roode y ambos retaron a LAX a una lucha por el Campeonato Mundial por Parejas. Storm y Roode ganaron la pelea, pero el mánager de LAX, Héctor Guerrero, se quejó al árbitro, pues se habían puesto un cinturón en la bota. Tras reanudar el combate, LAX retuvo su título. Tras la lucha, Storm, Roode y Jacqueline ataron a LAX a los postes y les azotaron con cinturones, empezando un feudo con ellos, enfrentándose en Victory Road por los títulos por parejas, siendo derrotados por LAX en el evento. Sin embargo, ganaron una pelea por equipos, siendo retadores por los títulos para Hard Justice, ganando Beer Money los títulos después de que Storm pegara a Homicide con una botella de cerveza. 
En No Surrender, Beer Money Inc derrotaron a LAX, quienes habían pedido su revancha, reteniendo los campeones. La semana siguiente del evento, Jaqueline se enfrentó a Héctor Guerrero, pactando para la siguiente semana una pelea de tres contra tres entre Beer Money y LAX con la estipulación de que el equipo perdedor perdería a su mánager, perdiendo el combate LAX y yéndose Héctor del equipo. Tras esto, en Impact hicieron un reto abierto a cualquier equipo para que se enfrentara a ellos en Bound for Glory, saliendo Team 3D, Abyss y Matt Morgan y LAX, acabando en un Monster's Ball match en Bound for Glory IV, donde Beer Money Inc retuvo los títulos tras cubrir a Hernández y en Turning Point retuvo los títulos frente a los Motor City Machine Guns.
Después, en Final Resolution, volvieron a retenerlos ante Morgan y Abyss, pero el 16 de diciembre de 2008 lo perdieron ante Jay Lethal y Consequences Creed, quienes usaron una oportunidad por el título que Lethal había ganado, pero lo recuperaron en Genesis en una pelea que también incluía a Morgan y Abyss y en Against All Odds lo defendieron ante Lethal y Creed.
Después de eso mandaron un reto a cualquier equipo de TNA, siendo la estipulación que el que recibía el pinfall sería despedido. Se enfrentaron a Team Canada (Eric Young & Petey Williams) y la semana siguiente a Rock and Rave Infection, siendo despedidos Williams y Lance Rock al recibir ambos la cuenta en sus luchas. También se enfremntaron a LAX, pero ganaron por descalificación, por lo que no fueron despedidos ni perdieron los campeonatos. Sin embargo, este reto creó un feudo entre Beer Money y Team 3D, culminando en una lucha en Destination X en la cual estaban en juego los campeonatos de Beer Money y las carreras de Team 3D. En el evento ganaron Team 3D por descalificación por atacarles con una silla, pero Jim Cornette la reanudó como una pelea sin descalificación. Sin embargo, Team 3D volvió a ganar, esta vez por cuenta de fuera, por lo que Beer Money retuvo de nuevo los campeonatos.
Después de perder el Campeonato Mundial en Parejas de TNA frente a Team 3D en Lockdown, ingresaron en un torneo celebrado por los campeones para nombrar a los nuevos retadores por sus títulos, derrotando Beer Money a Jay Lethal & Consequences Creed y Eric Young & Jethro Holliday en dos ediciones de TNA iMPACT! y a The Brithis Invasion (Brutus Magnus & Doug Williams) en Sacrifice y en Slammiversary derrotaron a Team 3D, ganando por tercera vez el Campeonato Mundial en Parejas de la TNA. Sin embargo, en Victory Road perdieron el título ante Booker T y Scott Steiner.
Tras esto, empezaron un feudo con The British Invation (Doug Williams & Brutus Magnus), perdiendo ante ellos en Hard Justice, pero en No Surrender junto a Team 3D derrotaron a The British Invation y a Booker T y Scott Steiner en un Lethal Lockdown match. En Bound for Glory lucharon en un Full Metal Mayhem match con el Campeonato Mundial en Parejas de la TNA de Booker T y Steiner y el Campeonato en Parejas de la IWGP de British Invasion en juego, ganando Team 3D el primero y British Invasion el segundo.

#### 2010

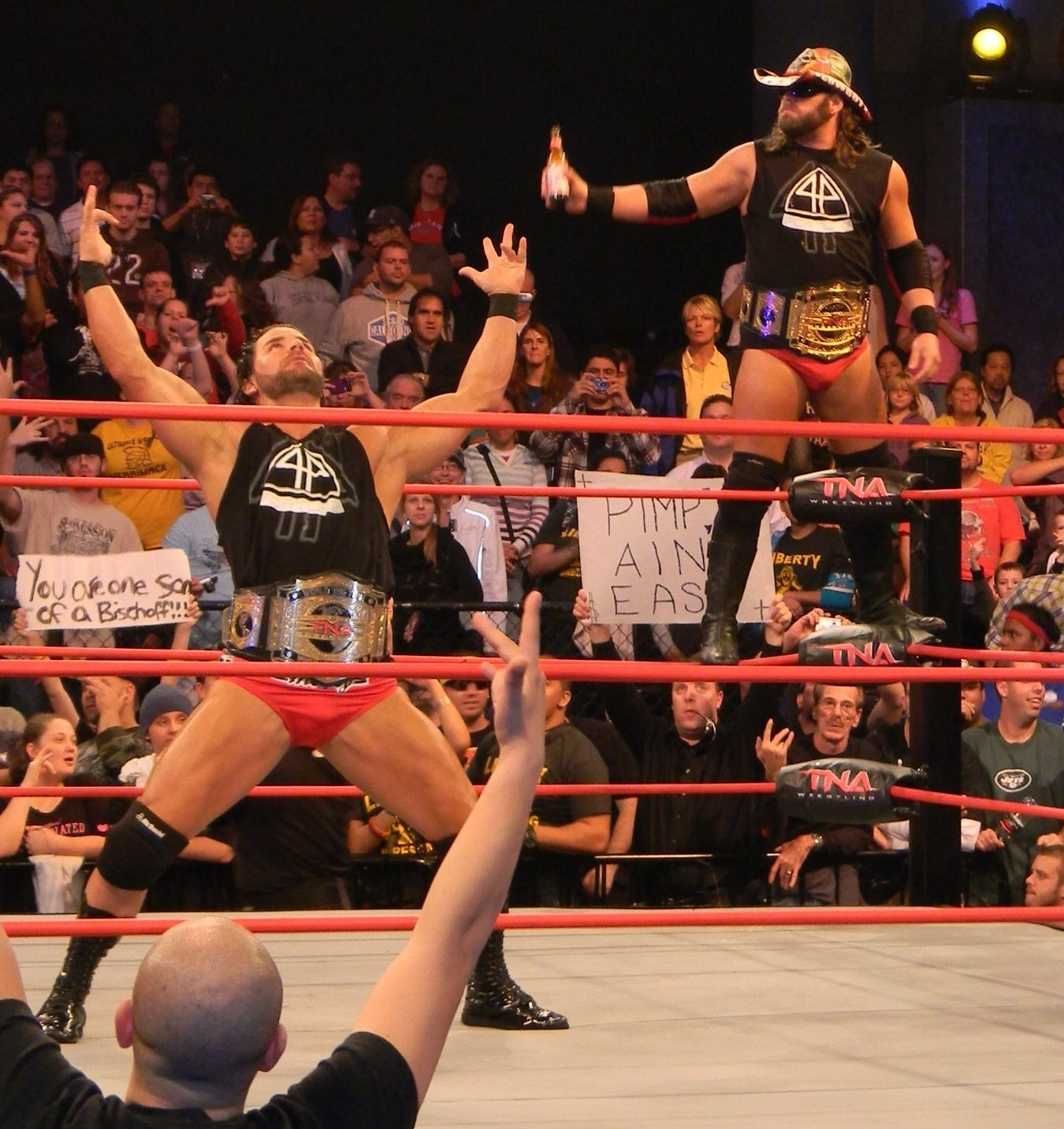
Beer Money durante su cuarto reinado como Campeones Mundiales en Parejas de la TNA.

Luego empezaron un feudo con The Band (Kevin Nash, Scott Hall & Sean Waltman) al ser atacados por ellos el 4 de enero de 2010. En Genesis, Beer Money derrotó a Kevin Nash & Sean Waltman. Sin embargo, poco después cambiaron a heel, enfrentándose a Matt Morgan & Hernández en Destination X por el Campeonato Mundial en Parejas de la TNA, pero perdieron. Tras esto, pasaron a ser los matones de Eric Bischoff, atacando a luchadores como Jeff Jarrett o Jay Lethal. También empezaron un feudo con Jeff Hardy & Rob Van Dam. En Lockdown James Storm fue derrotado por Rob Van Dam en un Steel Cage Match. Además, el Team Hogan (Abyss, Jeff Jarrett, Hardy & RVD) derrotó al team Flair (Sting, Desmond Wolfe, Robert Roode & Storm). Tras esto, empezaron un breve feudo con The Motor City Machine Guns, enfrentándose en Sacrifice a ellos y a Team 3D por una oportundiad por los Campeonatos Mundiales en Parejas de la TNA de Matt Morgan, pero ganaron The Motor City Machine Guns. Luego tuvieron un breve fuedo con el reciente equipo de Jeff Hardy & Mr. Anderson, diciendo que ellos no eran una auténtica pareja como ellos. Sin embargo, en Slammiversary VIII, fueron derrotados por Hardy & Anderson. 
Tras esto, crearon un stable junto a Kazarian, Styles y Wolfe dirigidos por Flair, siendo conocidos como Fortune. El 14 de junio participaron en un torneo para declarar nuevos Campeones Mundiales en Parejas, derrotando en la primera ronda a Team 3D y en la segunda a Ink Inc. (Jesse Neal & Shannon Moore). Sin embargo, perdieron en la final en Victory Road ante The Motor City Machine Guns. A causa de esto, ambas parejas se enfrentaron durante un mes en un Best of Five Series match, enfrentándose en un Ladder match, Street Fight match, Steel Cage match y Ultimate X Match, ganando Beer Money os dos primeros y The Motor City Machine Guns los dos segundos. A causa del empate, ambas parejas se enfrentaron el 12 de agosto en The Whole F*n Show en un 2 out 3 Falls match con los títulos en juego, ganando The Motor City Machine Guns el encuentro.
El 12 de agosto atacaron a los miembros de EV 2.0 junto a Fourtune (Kaz, Robert Roode, A.J. Styles, Douglas Williams & Matt Morgan, empezando un feudo con ellos, donde Styles se enfrentó en especial a Tommy Dreamer, a quien derrotó el 19 de agosto en Impact y en No Surrender en un "I Quit" match. A pesar de que Dreamer le ofreció sus respetos, Styles le atacó, por lo que el feudo se alargó hasta Bound for Glory, donde ambos stables se enfrentaron en un Lethal Lockdown match, donde EV 2.0 (Tommy Dreamer, Sabu, Stevie Richards, Raven & Rhino) derrotó a Fortune (A.J. Styles, Kazarian, Robert Roode, James Storm & Matt Morgan). Tras esto, se pactó otra lucha en Turning Point entre EV 2.0 y Fortune, en donde el equipo ganador elegiría un miembro del perdedor para ser despedido. En el evento, Fortune (A.J. Styles, Kazarian, Robert Roode, James Storm & Douglas Williams) derrotó a EV 2.0 (Sabu, Stevie Richards, Brian Kendrick, Raven & Rhino), eligiendo a Sabu para que fuera despedido.

#### 2011
Tras esto, derrotaron a Ink Inc. en Final Resolution, ganando una oportunidad por el Campeonato Mundial en Parejas de TNA en Genesis, empezando un feudo con the Motor City Machine Guns. En el evento, ganaron el combate, obteniendo por cuarta vez el título y la semana siguiente lo retuvieron de nuevo ante The Motor City Machine Guns. Sin embargo, cambiaron a face junto a Fortune al rebelarse contra Immortal. En Against All Odds, derrotaron junto a Scott Steiner a Gunner, Murphy & Rob Terry.
En Lockdown, Roode, Storm, Kazarian & Christopher Daniels, quien reemplazó a Styles por una lesión, derrotaron a Immortal (Ric Flair, Abyss, Bully Ray & Matt Hardy) en un Lethal Lockdown match cuando Roode forzó a Flair a rendirse con un "Armbreacker". A principios de mayo, Roode volvió a usar el nombre de Bobby Roode. El 15 de mayo, retuvieron los títulos en Sacrifice, ante los representantes de Immortal Matt Hardy & Chris Harris, el antiguo compañero de parejas de Storm que hizo su regreso en el Impact! previo. En la siguiente edición de Impact Wrestling, Immortal asaltó a Roode, causándole una lesión en su hombro (kayfabe). Dos semanas después, Eric Bischoff les amenazó con quitarles el título si no lo defendían. Debido a su lesión, Alex Shelley se ofreció a sustituirle en Slammiversary IX. En el evento, Storm & Shelley lo defendieron con éxito ante The British Invasion (Magnus & Douglas Williams). En Hardcore Justice, Beer Money, Inc. le defendió con éxito ante Mexican America (Anarquía & Hernández). Dos días después, en las grabaciones para el 18 de agosto, lo perdieron ante Mexican America en la revancha. De junio a septiembre, Roode y Storm fueron dos de los doce participantes en el Bound for Glory Series Match para determinar el número uno contendiente al Campeonato Mundial Peso Pesado de TNA. Cuando la fase de grupos del torneo terminó, Roode y Storm clasificaron a la fase final por lo que ambos lucharon en No Surrender, en semifinales Storm perdió por descalificación frente a Bully Ray siendo eliminado del torneo, mientras que Roode derrotó a Gunner clasificándose a la final. En la final Roode derrotó a Bully Ray ganando así una oportunidad al Campeonato Mundial Peso Pesado de TNA, enfrentándose a Kurt Angle en Bound for Glory, siendo derrotado por el mismo. En el siguiente Impact Wrestling, James Storme fue elegido para enfrentar a Angle esa misma noche por el Campeonato Mundial Peso Completo, derrotando a Angle y convirtiéndose en el nuevo Campeón. La siguiente semana, Storme tuvo que retener su campeonato en contra su propio compañero Roode, el cual, durante la lucha, Roode le rompió una botella de cerveza en la cabeza a Storme, cubriéndolo y proclamándose como nuevo Campeón, cambiando Roode a Heel. 
La siguiente semana, Storme hizo efectivo su derecho a revancha, pero fue atacado por una persona misteriosa (quien después resultaría ser Kurt Angle) en Backstage antes del combate. Sin embargo, lastimado y ensangrentado, Storm luchó contra Roode, este último venciéndole fácilmente, reteniendo el campeonato. En semanas posteriores, Roode entraría en feudo con AJ Styles debido a su actitud, mientras que Storm entraría en feudo con Kurt Angle por el ataque en backstage antes de su lucha por el campeonato, disolviéndose el equipo.

### Reunión (2013)
Storm y Roode se reunieron por primera vez el 4 de diciembre de 2013 (emitido el 2 de enero de 2014) en Impact Wrestling. Ambos derrotaron al equipo formado por Kurt Angle & Gunner.

### Vuelta (2016)
Storm y Roode se reunieron por segunda vez el 6 de enero de 2015 en el primer episodio de Impact Wrestling en POP TV, cuando Roode estaba en problemas, Storm ingreo al ring a ayudarlo y le ofreció una cerveza. El 8 de marzo de 2016, vencieron a The American Wolves para ganar los Campeonatos Mundiales en Pareja de TNA por quinta vez.

## En lucha
- Movimientos finales

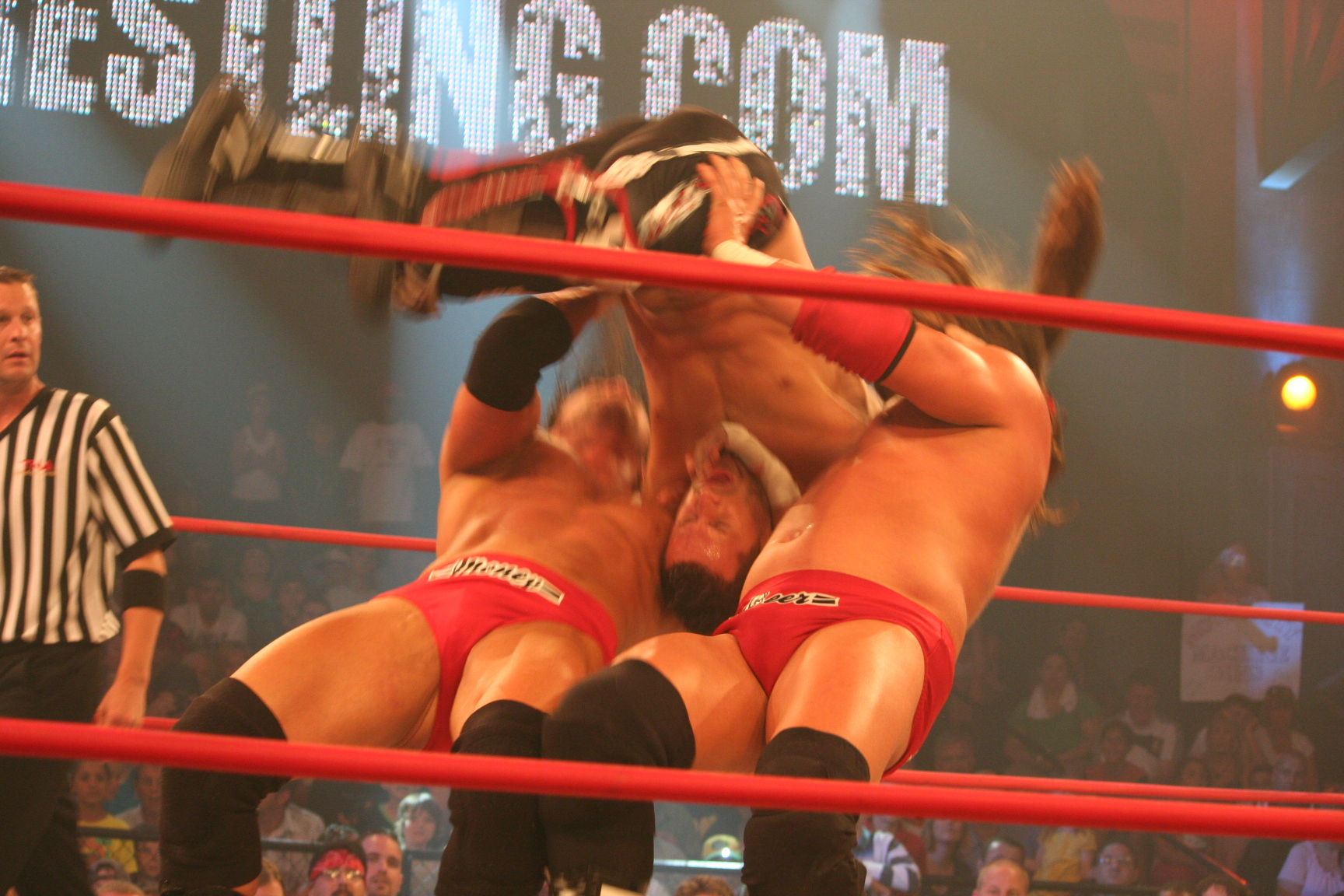
Beer Money aplicando un Double Suplex a Alex Shelley.

- D.U.I. - Driving Under the Influence/D.W.I. - Drinking While Investigating (Combinación de una powerbomb (Storm) y un hangman's neckbreaker (Roode) simultáneos)

- Movimientos de firma
  - Doble suplex
  - Assisted swinging side slam[13]
  - Catapult de Roode transicionada en un DDT de Storm
  - Clothesline (Roode) / double knee backbreaker (Storm) combination
  - Double suplex, with theatrics
  - Scoop slam de Roode seguido de elbow drops de los dos
  - Simultaneous Samoan drop (Storm) / diving neckbreaker (Roode) combination[14]
  - Spinning spinebuster (Roode) / Double knee backbreaker (Storm) combination
- Managers
  - Jacqueline
  - Ric Flair

## Campeonatos y logros
- Total Nonstop Action Wrestling
  - TNA World Heavyweight Championship (3 veces) - James Storm (1) Bobby Roode(2)
  - TNA World Tag Team Championship (5 veces)
  - Bound for Glory Series 2011 - Bobby Roode

- Pro Wrestling Illustrated
  - Equipo del año (2008)[15]
  - Equipo del año (2011)[16]

- Wrestling Observer Newsletter
  - Situado en el Nº11 del WON Mejor pareja de la década (2000–2009)[17]